# Baron Ogle
Baron Ogle war ein erblicher britischer Adelstitel in der Peerage of England. 

## Verleihung und weitere Titel
Der Titel wurde am 26. Juli 1461 als Barony by writ für Sir Robert Ogle geschaffen, indem dieser per Writ of Summons ins königliche Parlament berufen wurde.
Als der 7. Baron 1597 ohne Söhne starb, fiel der Titel in Abeyance zwischen seinen beiden Töchtern. Dieser Zustand wurde beim Tod der jüngeren Schwester zugunsten der älteren als 8. Baroness beendet. Ihr Sohn und Erbe, William Cavendish, 1. Viscount Mansfield, wurde 1665 zum Duke of Newcastle erhoben. Beim Tod von dessen Sohn, dem 2. Duke, fiel die Baronie erneut in Abeyance zwischen dessen drei Töchtern, die übrigen Titel erloschen. Die Abeyance dauert bis heute an.

## Liste der Barone Ogle (1461)

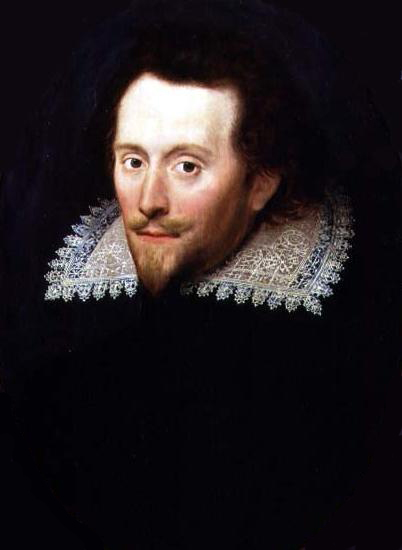
William Cavendish, 1. Duke of Newcastle, 9. Baron Ogle

- Robert Ogle, 1. Baron Ogle (1406–1469)
- Owen Ogle, 2. Baron Ogle (1440–1486)
- Ralph Ogle, 3. Baron Ogle (1468–1513)
- Robert Ogle, 4. Baron Ogle (1490–1530)
- Robert Ogle, 5. Baron Ogle (1513/1527–1545)
- Robert Ogle, 6. Baron Ogle (1529–1562)
- Cuthbert Ogle, 7. Baron Ogle (um 1540–1597) (Titel abeyant 1597)
- Catherine Ogle, 8. Baroness Ogle (um 1569–1629) (Titel wiederhergestellt 1628)
- William Cavendish, 1. Duke of Newcastle, 9. Baron Ogle (1592–1576)
- Henry Cavendish, 2. Duke of Newcastle, 10. Baron Ogle (1630–1691) (Titel abeyant seit 1691)